# Константінос Куруніотіс
Константінос Куруніотіс (грец. Κωνσταντίνος Κουρουνηοτις, *1872 р., о. Хіос — †1945 р., Афіни) — грецький археолог, професор, член Афінської академії,, член Геттінгенської академії наук, член Німецького археологічного інституту. Здійснив розкопки поліса Еритрія та спільно із американцем Карлом Блегеном відкрив прадавнє місто легендарного царя Нестора — Пілос.

## Біографія
Навчався у Єнському університеті, Мюнхенському університеті.
У 1889 році Константінос Куруніотіс здійснив розкопки давньогрецького поліса Еритрія, храму Аполлона дафнефорос і виявив один із шедеврів давньогрецької скульптури, що зображує групу Тесея та Антіопа і нині експонується Музеєм в Еритрії. Куруніотіс також знайшов частини міських мурів, так звані, Західні Ворота, Південну Гімназію та Ванни неподалік від гавані. Під час офіційних робіт, зловмисниками було розграбоване македонське поховання, яке пізніше стало відомим завдяки викраденим артефактам, узагальнено названим Могила Ерота.
1902 року Куруніотіс брав участь у розкопках Басс, зокрема Храму Аполлона в Бассах. В період 1919—1922 років Куруніотіс провів розкопки в Ефесі, які стали цікавою главою в історії грецькій археології, оскільки за підписаним 1919 року Версальським договором Греція отримала контроль над Малою Азією, допоки 1922 року не розгорнулась, так звана, Малоазійська катастрофа, яка витіснила греків із Малої Азії.
1926 року, будучи очільником Національного археологічного музею Афін, Куруніотіс запропонував американську Блегену взяти участь у розкопках мікенського міста та поховань. Одразу ж було погоджено, що Куруніотіс є головним у групі дослідників, на Блегена ж покладалась координація польових робіт.
Очолювана у 1938—1939 роках Куруніотісом греко-американська експедиція, до якої крім Куруніотіса та Блегена входили Елізабет Блеген, Вільям Макдональд, Берт Ходж Хілл та Іда Хілл, дійшла висновку, що столиця Нестора розташована у верхів'ї хребта Ано Енгліанос, поблизу сучасного міста Хора. Вже у перший день проведення розкопок 4 квітня 1939 року були знайдені кам'яні стіни, фрагменти фресок, мікенська кераміка, а також фрагменти табличок із написами лінійним письмом Б.
Ці багатообіцяючі роботи були призупинені через початок Другої світової війни, 1945 року помер сам Куруніотіс, після чого розкопки продовжились вже під керівництвом Блегена тільки 1952 року. Його команда археологів із університету Цинциннаті віднайшла мікенський палац, а також змогла відкрити значну частину міста, що оточувала цей палац. За оцінками вчених, це місто було зведено у 13 столітті до н. е. і загинув, імовірно, від пожежі близько 1200 до н. е..